# قله‌چینی

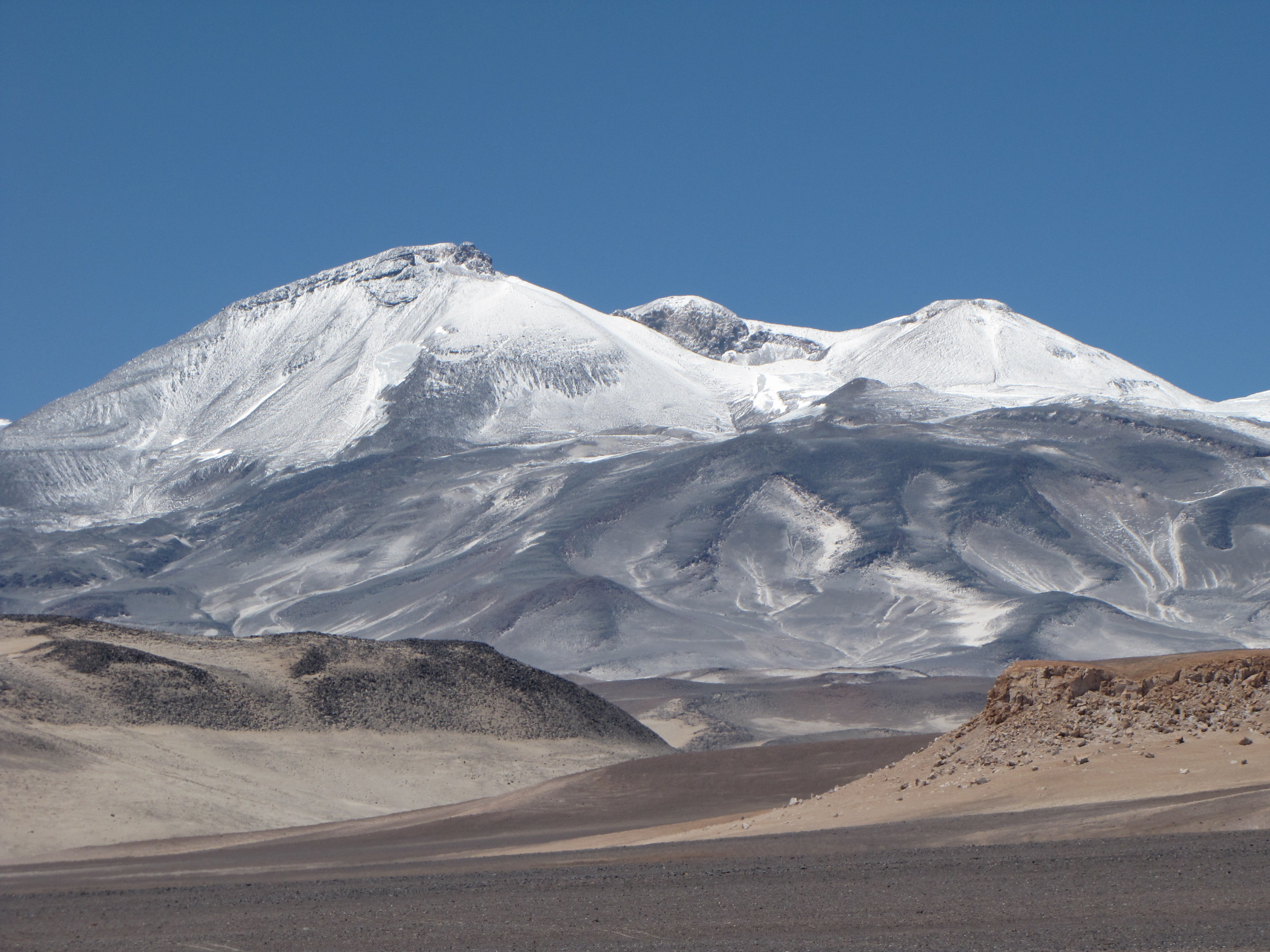
اوجوس دل سالادو

قله‌چینی (به انگلیسی: Peak bagging) از فعالیت‌های کوهنوردی است که در آن فرد کوهنورد می‌کوشد تا به قله‌های مجموعه‌ای مشخص از کوه‌ها برسد.
این مجموعه معمولاً مربوط به فهرستی از قله‌های بالاتر از یک ارتفاع مشخص می‌شود. کوهنورد همچنین ممکن است شماری از قله‌ها با اَشکال ویژه را برای نوردیدن برگزیند و به آن‌ها صعود کند و اصطلاحاً آن‌ها را برای مجموعه خود «بچیند».
قله‌چینی با فعالیت دیگری که بلندنوردی (Highpointing) نامیده می‌شود مقداری تفاوت دارد. بلندنوردان سعی می‌کنند به هر منطقه جغرافیایی یا کشور و استان و غیره که وارد می‌شوند بلندترین نقطه را یافته و به آن صعود کنند. گونه‌ای از بلندنوردی که هدفش رسیدن به هفت قله بلند جهان است امروزه از محبوبیت زیادی برخوردار شده‌است.